# 阿尔亨托纳
阿尔亨托纳，是西班牙加泰罗尼亚巴塞罗那省的一个市镇。总面积25平方公里，总人口9896人（2001年），人口密度396人/平方公里。

## 友好城市
- 法國 欧巴涅